# Rdeči pajek (meglica)
Rdèči pájek (znana tudi kot NGC 6537) je planetarna meglica v ozvezdju Strelca.
Središčna zvezda je ena od najbolj vročih belih pritlikavk kdajkoli opaženih in je verjetno članica dvozvezdja. Plini se iz njenega središča širijo s hitrostmi nad 300 km/s.